# Жекю, Иван Григорьевич
Иван Григорьевич Жекю (род. 19 января 1957, Беляевка, Одесская область, Украинская ССР, СССР) — советский футболист, вратарь. Мастер спорта СССР.

## Биография
В детстве в Беляевке сначала занимался гандболом, лёгкой атлетикой. Позже стал играть в футбол под руководством Алексея Фёдоровича Попичко, в составе юношеской команды выигрывал первенство области. Затем перешёл в одесскую ДЮСШ-3. После школы поступил на геологический факультет одесского университета, выступая за команду которого, выиграл Спартакиаду среди университетов Украины. В 1975—1976 годах играл за дубль «Черноморца», первый матч за основную команду провёл в 1977 году против киевского «Динамо» (1:1).
В 1982 году для прохождения военной службы Жекю был переведён в одесский СКА, при этом травма мениска помешала ему оказаться в ЦСКА. За два сезона в составе армейцев в первой и второй лигах Жекю провёл 80 матчей. После окончания службы вратарю поступили предложения от «Днепра» и минского «Динамо», и Жекю решил перейти в «Динамо». В 1987 году вернулся в «Черноморец», за три сезона провёл 23 игры.
В 1986 году Иван Жекю в составе олимпийской сборной СССР, выступавшей как «сборная клубов СССР» под руководством Анатолия Бышовца, отправился на турнир в Новую Зеландию. Его кандидатура в олимпийскую рассматривалась Бышовцем, однако когда Жекю однажды заметили с кружкой пива, то отчислили из сборной.
В 1989 «Черноморец» был на сборах в Марокко, и Жекю остался в стране, где выступал до 1995 года.
После возвращения из Марокко работал в Белоруссии: занимался автомобильным бизнесом, сигнализациями, тренировал сборную парламента.
По состоянию на июнь 2012 года — спортивный директор ФК «Клеческ».
В 2006 году был приглашён на должность тренера ФК «Беляевка». Под его руководством команда стала чемпионом Одесской области 2008 года.